# Gabusbanaran
Gabusbanaran is een bestuurslaag in het regentschap Jombang van de provincie Oost-Java, Indonesië. Gabusbanaran telt 1674 inwoners (volkstelling 2010).